# Akira Uchibori
Akira Uchibori (内堀 彰 Uchibori Akira?) es el propietario de la marca de hardcore techno GUHROOVY y tiendas del mismo nombre. En Bemani, akira trabaja como productor ejecutivo para artistas como M-Project o DJ CHUCKY usualmente dándole crédito a su marca de grabación. Él usualmente contribuye junto con L.E.D., DJ TECHNORCH y NO+CHIN, aunque también ha compuesto un par de canciones por sí solo, e inclusive trabajó como vocalista para algunas canciones.

## Música principal
La siguiente lista muestra las canciones que fueron creadas por el mismo autor y también con los artistas que trabajó para su elaboración:

### beatmania & beatmania IIDX
- beatmania APPEND GOTTAMIX2 ~Going Global~
  - SHOWDOWN TO LIVE
  - 荒野のおイモ屋さん

- beatmania IIDX 4th style -new songs collection-
  - ErAseRmoToR maXimUM
  - LOVE IS DREAMINESS

- beatmania IIDX 8th style CS
  - STEP INTO THE NEW WORLD

- beatmania IIDX 9th style CS
  - 5PM ETERNAL

- beatmania IIDX 11 IIDX RED CS
  - eRAseRmOToRpHAntOM

- beatmania IIDX 14 GOLD
  - KAMAITACHI
  - METALLIC MIND

- beatmania IIDX 15 DJ TROOPERS
  - MENTAL MELTDOWN
  - ROCK ME NOW

- - beatmania IIDX 15 DJ TROOPERS CS
    - Biometrics Warrior
    - HELL SCAPER -Last Escape Remix-

- beatmania IIDX 16 EMPRESS
  - ALL I NEED YOUR LOVE

- - beatmania IIDX 16 EMPRESS + PREMIUM BEST
    - ERaSeR EnGinE DistorteD
    - FLAG OF PEACE

- beatmania IIDX 17 SIRIUS
  - DESIRE

- beatmania IIDX 18 Resort Anthem
  - Rock Da House

- beatmania IIDX 19 Lincle
  - LAX5 feat. Ryota Yoshinari

- beatmania IIDX 20 tricoro
  - Breaking Daw n feat. NO+CHIN, AYANO

- beatmania IIDX 22 PENDUAL
  - Light My Fire

### GuitarFreaks & DrumMania
- GUITARFREAKS 2ndMIX APPEND
  - ERASER ENGINE

- ギタドラ! GUITARFREAKS 4thMIX & drummania 3rdMIX
  - COMPLETE CONQUEST

- GuitarFreaks V4 & DrumMania V4
  - FIGHT FOR YOUR LIFE

- GuitarFreaks V5 & DrumMania V5
  - LAST SCENE

- GuitarFreaksXG3 & DrumManiaXG3
  - CHAIN REACTION feat.NO+CHIN

- jubeat ripples APPEND / beatmania IIDX 17 SIRIUS
  - AIR RAID FROM THA UNDAGROUND

### jubeat
- jubeat saucer
  - Beastie Starter
  - Stand Alone Beat Masta

### pop'n music
- pop'n music 11 CS
  - スーダラ節 (平成版ラガ＆ジャングルMIX)

- pop'n music 14 FEVER!
  - PARTY A GO GO ☆

- pop'n music 15 ADVENTURE
  - Soul On Fire

- pop'n music 18 せんごく列伝
  - AKATSUKI